# 藤田邸跡公園

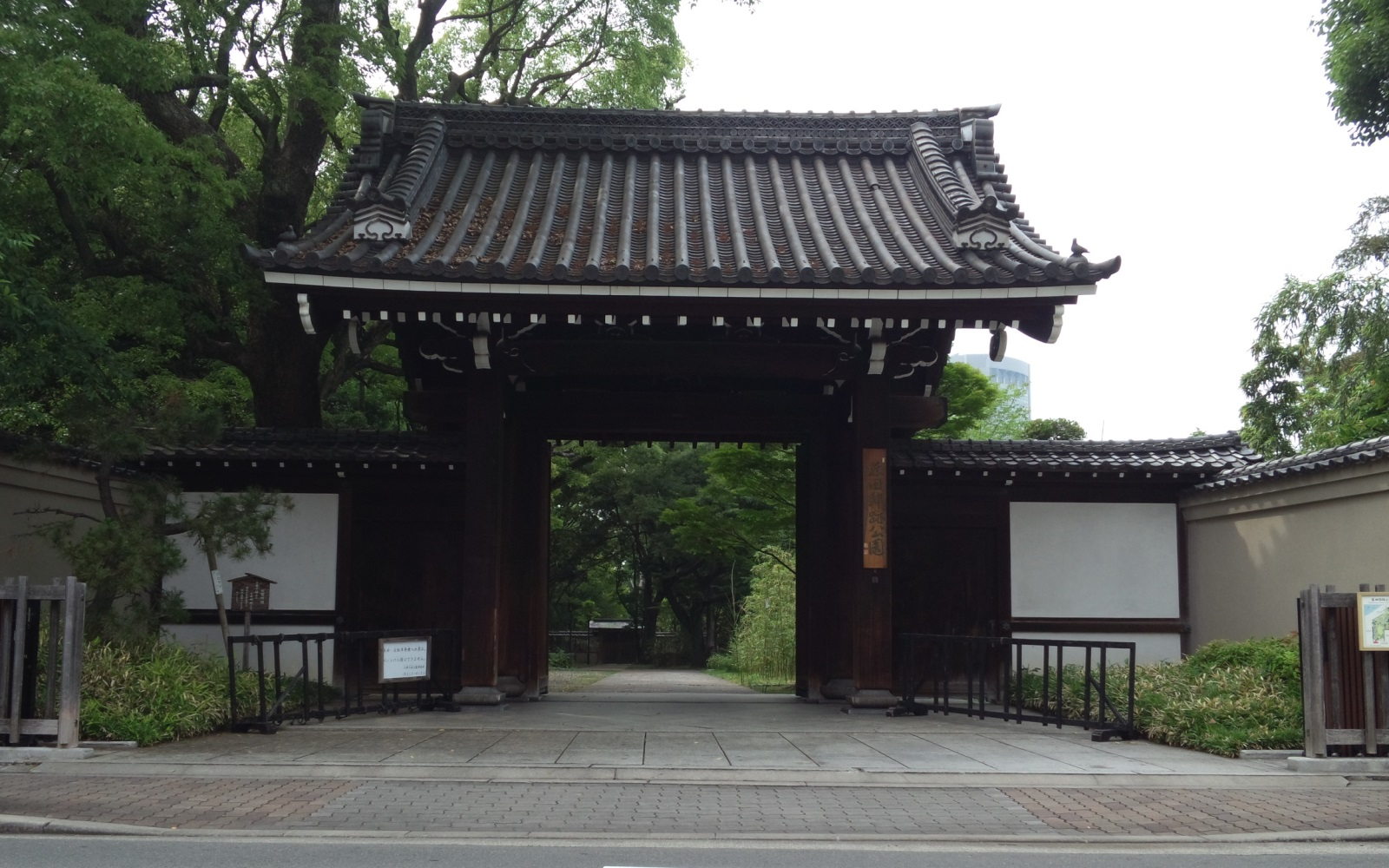
南出入口（旧藤田邸表門）を撮影

藤田邸跡公園（ふじたていあとこうえん）は、大川左岸の大阪市都島区網島町に位置する都市公園である。北に隣接している桜之宮公園の一部となっている。敷地面積は約16000平方メートル。

## 概要
北は桜之宮公園、西は大川、南は大阪市公館、南東は藤田美術館、東は太閤園に隣接している。元は藤田財閥の総帥である藤田男爵家の敷地の一部である。大阪市から名勝に指定されており、立派な日本庭園がある。春は桜の名所ともなっている。
無料の公園ではあるが、開園時間が決まっており午前10時から午後4時までとなっている。休園日は年末年始である。

## 歴史

### 戦前
後に藤田財閥となる藤田組の総帥、藤田伝三郎が大川の左岸、網島の地にあった日本郵船会社大阪支店長屋敷を1886年（明治19年）に買い取って移り住み、さらに前年の明治十八年の淀川洪水で荒廃していた大長寺（後に移転）の敷地を1887年（明治20年）頃に取得。1893年（明治26年）から1896年（明治29年）にかけて旧本邸を完成させる。
1910年（明治43年）から1916年（大正5年）にかけて、約53,000平方メートルの敷地内に新本館、西邸、次男徳次郎の為の東邸を今井平七らが棟梁となってこれを完成させ、「網島御殿」や「あかがね御殿」などと称される。この時、他にも京都大学の日比忠彦が設計した当時はまだ珍しかった鉄筋コンクリート造りの蔵の他、本邸、西邸、東邸にそれぞれ十数もの茶室を設けるなど様々な建物を建築していった。その際、1916年（大正5年）には長男の平太郎が和歌山県高野山の光台院から檜皮葺の多宝塔を移築（光台院には全く同型のものを新築して寄進）し、それを銅板葺に改めた他、梅園梅叟（ばいえんばいそう）を庭師として豪華な日本庭園を完成させた。
その間の1912年（明治45年）には男爵となった伝三郎が死去し、家長・男爵・財閥総帥の座と敷地の大半、そして本邸は長男の平太郎が相続し、東邸は次男の徳次郎、西邸は三男の彦三郎がそれぞれ貰い受けた。そして、1943年（昭和18年）には西邸は大阪市の所有となり、市立実業会館として使用される。しかし、1945年（昭和20年）6月7日の第3回大阪大空襲により表門・東邸・鉄筋コンクリート造りの蔵・多宝塔などいくつかの建物を残して他はほとんどが焼失した。戦後、その敷地は分割された。

### 戦後
本邸跡を中心とする中央部は1954年（昭和29年）に鉄筋コンクリート造りの蔵を本館とし、多宝塔を擁する藤田美術館として藤田家の至宝を一般公開。近年、本館であった蔵を取り壊し、新たな本館が建築され、2022年4月1日にリニューアルオープンした。
東邸を中心とする東部は1959年（昭和34年）に、藤田観光が東邸を「淀川邸」と称し、多数の建物をも新たに建築し、結婚式等を行うことができる料亭・会場太閤園として開業、しかし藤田観光がコロナ禍で業績が悪化し、債務超過寸前にまで陥ったことを受けて、創価学会に売却された、取得時点では用途は不明だったが、創価学会は取得報道直後の4月18日に開催した第3回本部幹部会で2030年の学会創立100周年記念事業として「関西池田記念大講堂」を建設することを発表し、4月21日付けの創価学会機関紙・聖教新聞で正式に公表した。
西邸を中心とする南部は昭和18年に大阪市の手に渡り市立実業会館として使用するが空襲で焼失。1959年（昭和34年）に大阪市が迎賓館を建築して整備し、大阪市長公館をへて大阪市公館となった。2014年（平成26年）からはレストラン･ブライダル施設「ザ・ガーデンオリエンタル大阪」として営業している。
表門を含めて長らく放置されていた日本庭園を中心とする北西部だが、やがて大阪市が入手。この真下の地下を走ることとなるJR東西線とその駅となる大阪城北詰駅の新設工事の際に資材置き場等に使用され、その後きれいに整備。JR東西線開通後となる2003年（平成15年）12月19日に「旧藤田邸庭園」として大阪市から名勝の指定を受けた。2004年（平成16年）に藤田邸跡公園として桜之宮公園の一部となって新たに開園した。
尚、大長寺は近松門左衛門の人形浄瑠璃、「心中天網島」の舞台である。

## 文化財

### 大阪市指定名勝
- 旧藤田邸庭園

## 交通
- JR東西線 大阪城北詰駅
- 地下鉄長堀鶴見緑地線 京橋駅